# De boerenbruiloftsdans

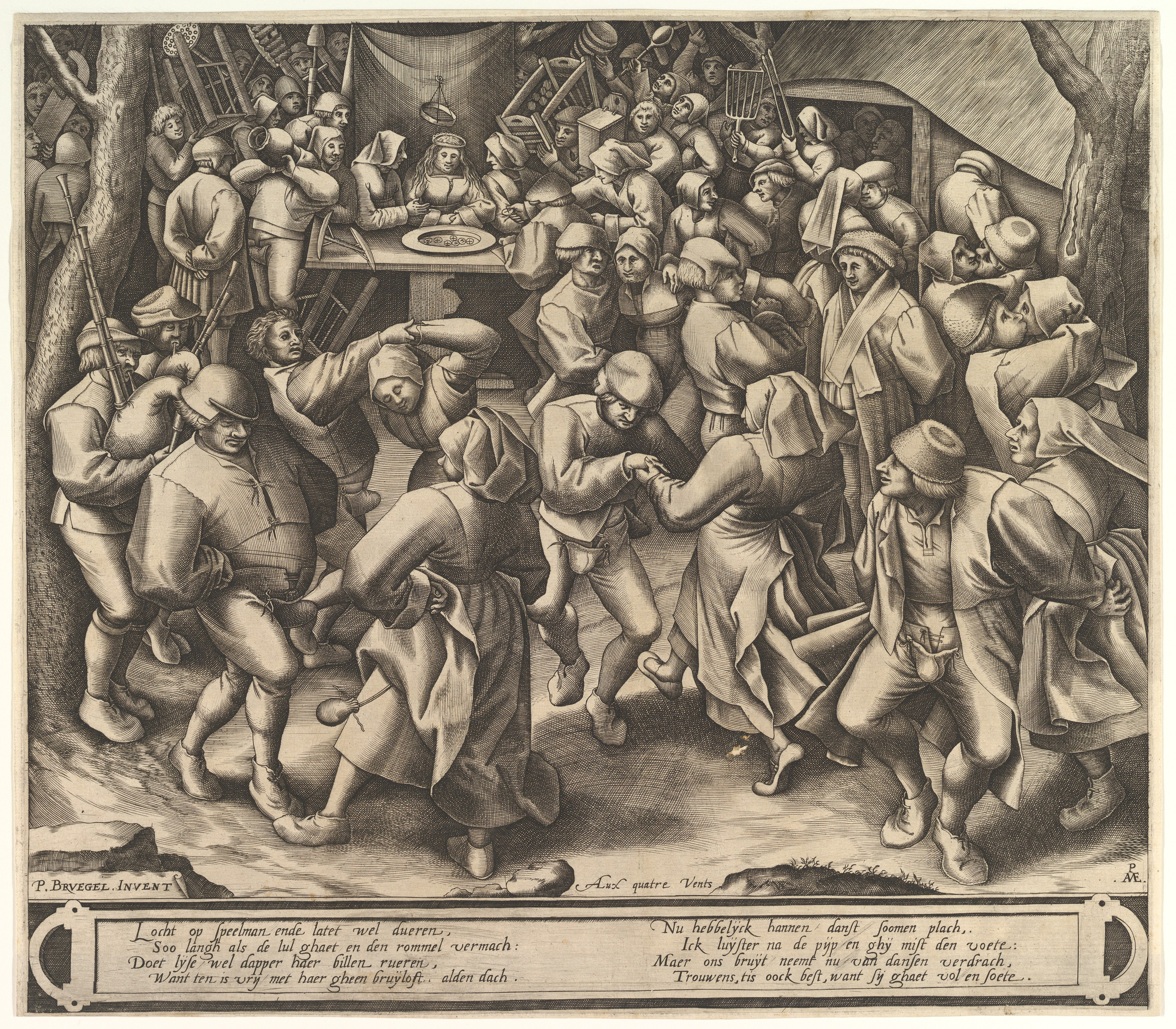
De boerenbruiloftsdans in de prentversie van Pieter van der Heyden naar Bruegel

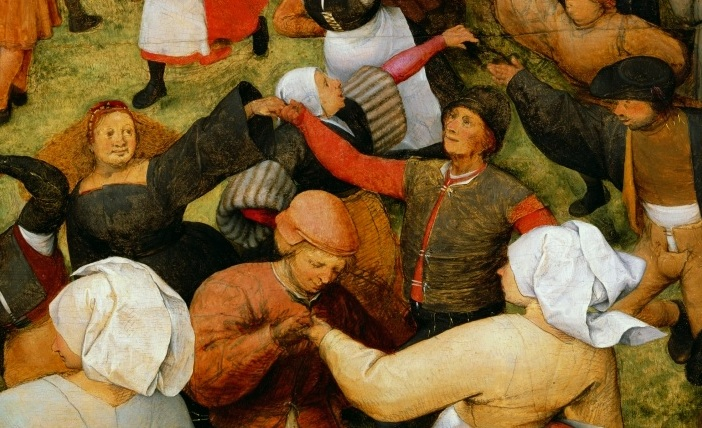
Detail van de bruid (links)

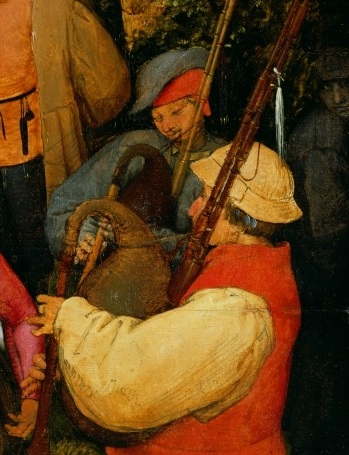
Detail van de pijpers en de notaris

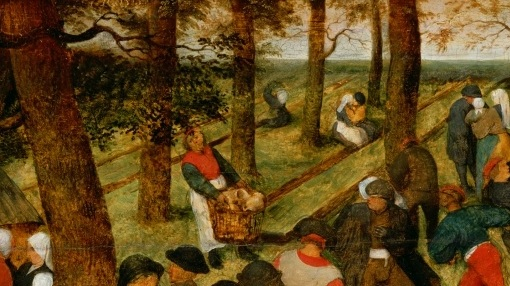
Detail van de picknickgeulen

De boerenbruiloftsdans is een schilderij van Pieter Bruegel de Oudere uit 1566 in het Detroit Institute of Arts. Rechtsonder draagt het paneel de signatuur · M · D · LXVI · / BRVEGEL (de naam is vervaagd).

## Voorstelling
De scène wordt volledig ingenomen door een dorpsfeest in open lucht. Het is een bruiloft die zich afspeelt bij een huis met rieten dak tussen ver uiteenstaande bomen. We zijn laat in de zomer en bevinden ons duidelijk tussen de boeren op het platteland, maar de kledij is zondags en getuigt van een zekere welstand. Een slingerende lijn van dansende boeren beweegt zich van achter naar de voorgrond toe. Ze bestaat uit koppels mannen en vrouwen die per twee ronddraaien. De grootste figuren zijn de dansers in de voorgrond, begeleid door twee doedelzakspelers rechts. In het duister achter hen gluurt een man, wiens schrijfgerief aan de gordel erop kan duiden dat hij de notaris is. Voor de rest is het één en al vrolijkheid. De mannen rechts in de voorgrond is gevat midden in zijn beweging, voet geheven, wat direct een gevoel van beweging geeft. Het paar links is ook monumentaal weergegeven. De man misschien een beetje corpulent en zelfvoldaan, zijn vrouw in een bekoorlijke pose. De mannen op de eerste rij hebben fors gevulde kulzakken. Het erotisch geconnoteerde beeldrijm hierop zien we tegen de boom, waar iemand zijn lange dolk laat betasten door vrienden. Veel aanwezigen dragen trouwens messen.
In het dansgewoel zien we de mollige bruid met rosse uitwaaierende krullen onder een diadeem of haarband. Haar zwarte bruidsjurk zou duiden op de laagste rang. Danst ze met de bruidegom, of is de man in wambuis haar vader? In dat laatste geval zou de bruidegom achter haar dansen, aan de hand van een vrouw in brede bontstukken die dan ongetwijfeld zijn schoonmoeder is. Bij de dansers kleeft een kussend koppel de monden aan elkaar. Ernaast staat een man met de handen op de rug het gebeuren minzaam glimlachend te bekijken. Er zijn wel meer kijkenden tussen de massa. Waar niet gedanst wordt, wordt gepraat en gedronken. De gezichten van de kleinere figuren zijn weinig uitgewerkt, maar aan de gevarieerde kostuums is heel veel aandacht besteed. Sommigen lijken in tegenstelling tot de bruid een hogere status te hebben, af te lezen aan een keerle, losse bontmouwen of handschoenen. Linksboven zijn geulen uitgegraven voor de picknick. Achter de eretafel bovenaan rechts is een doek gespannen waaraan de bruidskroon hangt. Er zitten nog wat oudere vrouwen te keuvelen en er staan meisjes van wie de hoofddoek maar net boven de tafelrand komt.

## Interpretatie
Bij Karel van Mander wordt "Boeren-Bruegel" neergezet als iemand die zich met zijn vriend Hans Franckaert verkleedde om zich te mengen onder kermissen en bruiloften in Kempendorpen en dan de domme boertigheden weer te geven:
Met desen Franckert gingh Brueghel dickwils buyten by den Boeren, ter Kermis, en ter Bruyloft, vercleedt in Boeren cleeren, en gaven giften als ander, versierende van Bruydts oft Bruydgoms bestandt oft volck te wesen. Hier hadde Brueghel zijn vermaeck, dat wesen der Boeren, in eten, drincken, dansen, springen, vryagien, en ander kodden te sien, welck dingen hy dan seer cluchtigh en aerdigh wist met den verwen nae te bootsen, soo wel in Water als Oly-verwe, want hy van beyden seer uytnemende was van handelinghe. Dese Boeren en Boerinnen op zijn kempsche en anders wist hy oock seer eyghentlijck te cleeden, en dat Boerigh dom wesen seer natuerlijck aen te wijsen, in dansen, gaen, en staen, oft ander actien.
Informatie over de totstandkoming van de Boerenbruiloftsdans ontbreekt, maar men weet dat Bruegel werkte voor de betere, stedelijke klasse. Als hij voor hen uitgelaten boeren schilderde, wat was dan zijn doel? Keken ze enkel neer op het plattelandsleven, of zagen ze er ook de positieve kanten van? Soms wordt het ontkend, maar de meeste specialisten zien onmiskenbaar een komisch-moraliserende toon in het werk. De dolle actie, de soms knullige houdingen, ruig en tegelijk pronkerig, het vrijpostige minnekozen: dat was niet hoe een nette burger zich gedroeg. Hier wordt in de ander een spiegel voorgehouden die waarschuwt voor losgeslagen gedrag, wellust, gulzigheid, ijdelheid. Tegelijk wordt dit niet doorgedreven tot het punt van echte satire of karikatuur. Wat we zien is onbekommerdheid, niet uitzinnige losbandigheid. Bruegel lijkt eerder te observeren met een milde ironie. Sommigen spreken van een antropologische blik, en het is juist dat hij meesterlijk details treft, maar objectief is hij niet. Daarvoor merken we toch te veel binnenpret.

## Compositie en technische analyse
Het schilderij is opgebouwd rond de dansers in de centrale driehoek, waarvan de naar boven gerichte punt uitloopt in een boomstam. Daarbuiten is de actie rustiger. De leunende toeschouwer links en de doedelzakspeler rechts sluiten de compositie af. Het hoge gezichtspunt geeft de kijker een panoramische blik op het feestgedruis, waaraan 129 figuren deelnemen. De lage horizon laat geen ruimte voor landschappen of doorkijkjes: alle aandacht gaat naar de feestende massa. Kennelijk was de horizon zelfs geen deel van de oorspronkelijke compositie, want ze is geschilderd op een smalle plank die afkomstig is van een andere boom. De toevoeging moet ergens vóór 1750 zijn gebeurd.
Het paneel heeft een opvallende ondertekening in zwartkrijt (een soort leisteen), met hertekende contouren en andere elementen die Bruegels creatieve proces tonen. Hij paste ledematen aan en gaf de bruid tijdens het schilderen een haarband in plaats van een kroon. Door de transparantie van de verf is de ondertekening haast met het blote oog zichtbaar. Dit heeft te maken met abrasieve reinigingen en restauraties, maar ook met een keuze van de schilder. Onafheid wordt niet meer gezien als een verklaring voor de transparantie. Een blauw pigment is vervaald tot grijsbruin (bijvoorbeeld in de wambuis) en het paneel is versterkt om krombuigen tegen te gaan, maar verder verkeert het werk in goede staat.

## Provenance en restauratie
De herkomst van het werk is nauwelijks gedocumenteerd. Het kwam in 1930 boven water bij een Londense kunsthandelaar, waar het voor bijna $ 38.000 werd aangekocht door Wilhelm Valentiner, de directeur van het Detroit Institute of Arts (DIA). Het jaar nadien schroefde de stad Detroit het aankoopbudget drastisch terug, maar Valentiner had geen miskoop gedaan: zijn Bruegel was de juiste, en de versie die Antwerpen in 1929 voor meer geld had aangekocht, bleek een kopie.
Bij een restauratie in 1941 verwijderde William Suhr overschilderingen, waarbij hij vaststelde dat een latere hand de kulzakken tot bescheiden proporties had herleid. Op de originele verflaag waren vijf kruisen gekerfd, wat nogmaals aantoont dat men deze vestimentaire bijzonderheid na verloop van tijd als controversieel was beginnen ervaren. Een diepgaande analyse bracht in 2015 de weggesleten signatuur onder het jaartal aan het licht. Het resultaat van alle doorlichtingen werd in 2019-2020 gepresenteerd door het DIA op een tentoonstelling rond het paneel.

## Verwante werken en replieken
Het werk is verwant met twee andere schilderijen van Bruegel, De boerendans en de De boerenbruiloft, die zich beiden in Wenen bevinden. Mogelijk maakte hij nog meer schilderijen op dit thema. De boerenbruiloftsdans, een prent gegraveerd door Pieter van der Heyden en uitgegeven door Volcxken Diericx na 1570, is gebaseerd op een compositie van Bruegel. Vermits er geen tekening is bewaard, en afgaand op de tonale arcering, zou het zelfs kunnen gaan om een verloren schilderij. Enkele danskoppels komen terug in de Boerenbruiloftsdans van Detroit, maar er zijn genoeg verschillen om van een onafhankelijke compositie te kunnen spreken. Opvallend is het scabreuze vers dat de prent vergezelt. Het maakt de erotische lading nog explicieter, al wijst niets er natuurlijk op dat Bruegel betrokken was bij deze verzen of er zelfs maar kennis van had.
Het RKD repertorieert meer dan dertig vrije kopieën naar Bruegels Boerenbruiloftsdans. Ze waren vooral afkomstig uit de ateliers van zijn oudste zoon Pieter Bruegel de Jonge en van Marten van Cleve. De dans der bruid in het Koninklijk Museum voor Schone Kunsten Antwerpen is een kopie door een anonieme 16e-eeuwse meester. Een andere fraaie repliek is deze van de Gemäldegalerie in Berlijn.

## Voetnoten
1. ↑  Edward van Even, "Mengelingen van de vaderlandsche geschiedenis", in: Vaderlandsch Museum voor Nederduitsche Letterkunde, Oudheid en Geschiedenis, 1858, p. 296-297
2. ↑  Voor een bestrijding van het idee van een negatief exemplum, zie Svetlana Alpers, "Bruegel's Festive Peasants", in: Simiolus, 1972-1973, nr. 3-4, p. 163-176
3. ↑  Fritz Grossmann, Bruegel: The Paintings, 1966, p. 200

Landschap met de parabel van de zaaier (1557) · Wie een varken is, moet in het kot (1557) · Twaalf spreekwoorden (1558) · De spreekwoorden (1559) ·  De strijd tussen Vasten en Vastenavond (1559) · De kinderspelen (1560) · De zelfmoord van Saul (1562) · Twee aapjes (1562) · De val der opstandige engelen (1562) · De triomf van de dood (ca. 1562) · Dulle Griet (1563) · De vlucht naar Egypte (1563) · Gezicht op de baai van Napels (ca. 1563) · De bouw van de toren van Babel (1563) · De aanbidding door de wijzen in de sneeuw (1563) · De kruisdraging (1564) · De aanbidding door de wijzen (1564) · De ontslaping van Maria (ca. 1564) · Christus en de overspelige vrouw (1565) · De hooitijd (juni/juli) (1565) · De oogst (augustus/september) (1565) · De terugkeer van de kudde (oktober/november) (1565)  · Jagers in de sneeuw (december/januari) (1565) · De sombere dag (februari/maart) (1565) · Winterlandschap met schaatsers en vogelknip (1565) · De kindermoord te Bethlehem (ca. 1566) · De boerenbruiloftsdans (1566) · De volkstelling te Bethlehem (1566) · De prediking van Johannes de Doper (1566) · De Sint-Maartenswijn (1566-67) · Het Land van Kokanje (Luilekkerland) (1567) · De bekering van Paulus (1567) · Het bruiloftsmaal (ca. 1567) · De dorpskermis (ca. 1567) · De toren van Babel (ca. 1568?) · Drie soldaten (1568) · De nestrover (1568) · De misantroop (1568) · De parabel van de blinden (1568) · Hoofd van een boerin (ca. 1568) · De kreupele bedelaars (1568) · De ekster op de galg (1568)
Landschap met de verschijning van Christus aan het meer van Tiberias (1553) · De aanbidding door de wijzen (ca. 1556) · De val van Icarus (ca. 1565)
De grote vissen eten de kleine · Zeeslag in de Straat van Messina